# 17072 Athiviraham
17072 Athiviraham (1999 GT31) là một tiểu hành tinh vành đai chính được phát hiện ngày 7 tháng 4 năm 1999 bởi nhóm nghiên cứu tiểu hành tinh gần Trái Đất phòng thí nghiệm Lincoln ở Socorro.